# メドジディア
メドジディア (ルーマニア語: Medgidia, ルーマニア語発音: [med͡ʒiˈdi.a] または [med.d͡ʒiˈdi.a]) は、ルーマニア南東部のドブロジャ地方、コンスタンツァ県にある都市である。かつて、トルコ語では「カラス (Karasu, Carasu)」または「Mecidiye (Megidie)」といった。

## 歴史
考古学調査により、ドブロジャには、新石器時代には人が居住していたことがわかっている。紀元前46年、この地域は、ローマ帝国の支配下に入った。カラス峡谷にはカストラがあり、これが現在の町の起源となった。
1417年、トルコ人はドブロジャに入植し、15世紀以降、一帯はイスラム教徒が住むようになった。集落は「カラス」（トルコ語で「黒い水」の意味）と名付けられ、1497年にはIehuda ben Zaraの地図にも登場している。また、パオロ・ジョルジョ（1590年）やエヴリヤ・チェレビ（1653年）の著書でも言及がみられる。
近代のメドジディアの町は、オスマン帝国によって、もともとカラスの町があった場所に、1856年に建設された。クリミア戦争の難民を収容するための計画都市であり、ドブロジャ中部の経済的な中心地としての役割も果たした。町の名前は、当時のオスマン帝国のスルタンであったアブデュルメジト1世に因んで名付けられた。
露土戦争後、北ドブロジャはルーマニアの領土となった。メドジディアはコンスタンツァ県に吸収される以前、シリストラ・ノワ県（1878年〜1879年）の県都であった。

## 地理
メドジディアは、ドナウ川と黒海の間に位置し、コンスタンツァからは39km離れている。
土地の多くは、石灰岩の平原が厚い黄土の堆積層によって覆われたものとなっている。天然資源として、石灰岩やカオリナイトが採れる。また、この石灰岩は、地下水を浄化する効果がある。

## 気候
気候は温暖な大陸性気候で、冬は寒冷だが短く、夏は非常に暑い。

## 施設
メドジディアは、1994年にムニチピウとなった。
町のインフラは継続的に開発されており、4つの高校、8つの小学校、12の幼稚園、文化活動のできるホールを備えた4つの文化センター、2つの劇場・映画館、3つのクラブ、5つの図書館、3万人収容のスタジアム、体育館、プールが存在する。また、500床の病院もある。
また、自治体の領内には以下の2つの村がある。
- レムス・オプレアヌ (Remus Opreanu) - かつては「Alibei-Ceair (トルコ語: Alibeyçayır)」と呼ばれていたが、コンスタンツァ県の初代知事であるレムス・オプレアヌに因んで改名された。
- バレア・ダチロル (Valea Dacilor) - かつては「Endecarachioi (トルコ語: Hendek Karaköy)」や「Hendek Kara Kuyusu」と呼ばれていた。

## 経済
町にある1,200の登録企業のうち、30は国営、15は合弁事業である。農業（乳製品製造、製粉、ワイン製造）のほかに、セメントや建築材料、農業機械、鋳造機械、木材加工、家具製造が主要産業となっている。
メドジディアは、肥沃な土壌と灌漑設備が整った数千万ヘクタールの農業地帯の中央に位置する。この地域は、昔から肥沃な土地で、熟練の専門家がいるほか、商品輸送の道路交通網が発達しており、港にも近いため、他のルーマニア国内の地方、ヨーロッパ諸国への輸送においては優位である。さらに、ルーマニアの他地方と比べて、冬が短く温暖であるという利点もある。
メドジディアクリンカー貯蔵施設は、2009年に完成し、世界最大のドーム型クリンカー貯蔵施設となっている。

## 交通
町は道路と鉄道の結節点にあり、ドナウ・黒海運河の河川港も備わっている。ドナウ・黒海運河は、町のなかを6kmにわたって通っている。運河は、年間1120万トンを輸送することができ、載貨重量は最大5,000トンの船まで航行できる。道路や鉄道に接続する港には、貯蔵施設や16トンまで持ち上げられるクレーンが設置されている。ルーマニア鉄道の操車場横の運河に面した地域は、自由貿易区域が設定される。
ブカレストからコンスタンツァに至る高速道路が、EUの財政支援のもと計画されており、町のバイパス道路となるほか、ホテル、ガソリンスタンド、トラック用の駐車場といった関連サービス施設の開発が期待される。
また、メドジディア駅からは、ルーマニア国内のコンスタンツァ（35km）、トゥルチャ（144km）、ブカレスト北駅（199km）などへの列車が発着している。

## 観光・イベント
ルチアン・グリゴレスコ美術館
ルチアン・グリゴレスコ、マリウス・ブネスク、イオン・ジャレアなど、ルーマニアの近代絵画、彫刻、図版を展示する施設として、1964年にオープンした。常設展には、ルチアン・グリゴレスコ、ニコラエ・トニツァ、フランチスク・シラト、ステファン・ドゥミトレスク、ヨシフ・イーザーなど、近代アートのみならず古典的な作品も展示された。また、陶器もコレクションされていた。1991年、美術館は町出身のルーマニア人画家、ルチアン・グリゴレスコに因んで改称された。彼の誕生日である2月1日は、町の記念日となっている。2009年、訪問者の低迷や維持費用の高騰のため、美術館は閉館した。
アブデュルメジト・モスク
オスマン帝国によって1860年に建設されたモスクは、歴史的にも建築学的にも重要な建築物である。名称は、1839年から1861年にかけてスルタンであったアブデュルメジト1世に因んでいる。建物は東洋の装飾品やアラビア文字の碑文で飾られ、イスラム教の伝統的な形式となっている。
聖ペテロ・パウロ正教会
教会はローマ・ギリシャ様式で建てられ、ローマ帝国によるカストラの跡地に、地元のキリスト教徒が建設した。
セルビアの英雄の記念碑
第一次世界大戦のルーマニア戦線において、ドブロジャで戦った第一次セルビア師団の英雄的戦果に敬意を表し、1926年に、記念碑が建設された。ピラミッド状の大理石が特徴で、完成式典にはルーマニアとユーゴスラビアの代表者が出席した。記念碑の土台には、セルビアとルーマニアの王室が花輪を供えた。
メドジディア・フェスティバル
フェスティバルは、1999年以降、毎年10月末に開催されており、地元住民を中心に数千人が集まる。

## メディア
- Graiul Dobrogei - 地元紙
- アルファメディア - ローカルテレビ局
- メディアTV - ローカルテレビ局

## 姉妹都市
- カグル（モルドバ）
- ファヴァーラ（イタリア）
- 駐馬店市（中国）
- ヤロヴァ（トルコ）[5]